# Boarmia humaria
Boarmia humaria är en fjärilsart som beskrevs av Hans Zerny. Boarmia humaria ingår i släktet Boarmia och familjen mätare. Inga underarter finns listade i Catalogue of Life.